# Jan Van Erps
Jan Van Erps (Schaarbeek, 5 juli 1952) is een Belgisch arts en voormalig politicus voor de CVP.

## Levensloop
Van Erps is doctor in de genees-, heel- en verloskunde en specialiseerde zich als arts in tropische geneeskunde. Als arts werkte hij onder meer voor Artsen Zonder Grenzen en de Wereldgezondheidsorganisatie.
Hij werd lid van de CVP en was voor deze partij van 1994 tot 1995 gecoöpteerd senator in de Senaat. Vervolgens werd hij in juni 1995 lid van de Kamer van volksvertegenwoordigers als opvolger van Herman Van Rompuy die vicepremier en minister van Begroting werd. Hij behield dit mandaat tot in 1999.